# Horse to the Water
«Horse to the Water» es una canción del músico británico George Harrison, publicada en el álbum de Jools Holland Small World, Big Band (2001). La canción, coescrita con su hijo Dhani, supuso la última grabación de Harrison. Grabado el 2 de octubre de 2001, apenas ocho semanas antes de su fallecimiento a causa de un cáncer, Harrison solo pudo añadir su voz a la pista instrumental y no tocó la guitarra. 
Harrison acreditó la canción a la compañía editorial «RIP Music Ltd.» en lugar de a su habitual compañía Harrisongs o a Umlaut Corporation, lo que Holland consideró el «oscuro sentido del humor de Harrison».

## Versiones
«Horse to the Water» fue interpretada en el concierto tributo Concert for George con Sam Brown como voz principal y Jools Holland al piano. La canción fue publicada en el largometraje del concierto, pero no en la publicación en CD. 